# Bielefeld Challenger 1991
Il Bielefeld Challenger 1991 è stato un torneo di tennis facente parte della categoria ATP Challenger Series nell'ambito dell'ATP Challenger Series 1991. Il torneo si è giocato a Bielefeld in Germania dal 27 maggio al 2 giugno 1991 su campi in terra rossa.

## Vincitori

### Singolare
Dmitrij Poljakov ha battuto in finale  Lars Koslowski con il punteggio di 6–4, 6–1

### Doppio
Carl Limberger /  Florin Segărceanu hanno battuto in finale  Mark Keil /  Francisco Montana con il punteggio di 6–3, 6–2